# Sbagli e te ne vai
Sbagli e te ne vai è un singolo del gruppo musicale italiano Co'Sang, pubblicato il 30 agosto 2024 come secondo estratto dal terzo album in studio Dinastia.

## Descrizione
Il brano vede la partecipazione vocale del cantante italiano Liberato.

## Classifiche
| Classifica (2024) | Posizione massima |
| ----------------- | ----------------- |
| Italia            | 27                |